# 엘라 인챈티드
《엘라 인챈티드》(영어: Ella Enchanted)는 토미 오헤이버 감독의 2004년 주크박스 뮤지컬 판타지 코미디 영화이다. 게일 카슨 러빈의 1997년 동명 소설에 느슨하게 기초하였다. 앤 해서웨이, 휴 댄시, 케리 엘위스, 스티브 쿠건 등이 출연하였고, 제인 스타츠 등이 제작에 참여하였다.
이 영화는 미국, 아일랜드, 영국 기업들 간 공동 제작 작품이다.

## 출연
- 앤 해서웨이
- 휴 댄시
- 케리 엘위스
- 스티브 쿠건
- 에릭 아이들
- 에이든 매카들
- 지미 미스트리
- 미니 드라이버
- 비비카 A. 폭스
- 루시 펀치
- 제니퍼 하이엄
- 짐 카터
- 파민더 나그라
- 패트릭 버긴
- 조애나 럼리
- 하이디 클룸
- 조니 찌 응우옌

## 기타 제작진
- 공동 제작: 제임스 플린, 수전 밀러 러자, 모건 오설리번
- 미술: 노먼 가우드
- 추가 작곡: 숀 데이비